# In Silico
In Silico – drugi album studyjny australijskiego zespołu Pendulum, wydany 5 maja 2008 roku. Utwory In Silico różnią się znacząco w brzmieniu od utworów z debiutanckiego Hold Your Colour, gdyż bliższe są rockowi elektronicznemu niż drum and bass.
Gareth McGrillen wyznał, że tytuł albumu luźno nawiązuje do albumu Nirvany In Utero.

## Lista utworów
| Nr  | Tytuł utworu         | Długość |
| --- | -------------------- | ------- |
| 1.  | „Showdown”           | 5:27    |
| 2.  | „Different”          | 5:51    |
| 3.  | „Propane Nightmares” | 5:13    |
| 4.  | „Visions”            | 5:36    |
| 5.  | „Midnight Runner”    | 6:55    |
| 6.  | „The Other Side”     | 5:15    |
| 7.  | „Mutiny”             | 5:09    |
| 8.  | „9,000 Miles”        | 6:26    |
| 9.  | „Granite”            | 4:41    |
| 10. | „The Tempest”        | 7:27    |
|     |                      | 58:00   |

Edycja specjalna
| Nr | Tytuł utworu                                  | Długość |
| -- | --------------------------------------------- | ------- |
| 1. | „Propane Nightmares” (VIP Remix)              | 5:22    |
| 2. | „Propane Nightmares” (Celldweller Remix)      | 5:34    |
| 3. | „Propane Nightmares” (radio edit music video) | 4:29    |
| 4. | „Granite” (live video from electric ballroom) |         |
|    |                                               | 15:25   |

Wersja iTunes
| Nr | Tytuł utworu                             | Długość |
| -- | ---------------------------------------- | ------- |
| 1. | „Propane Nightmares” (VIP Remix)         | 5:22    |
| 2. | „Propane Nightmares” (Celldweller Remix) | 5:34    |
| 3. | „Propane Nightmares” (VST Remix)         | 4:48    |
| 4. | „Granite” (music video)                  | 3:41    |
| 5. | „Propane Nightmares” (music video)       | 5:20    |
| 6. | „In Silico Showcase”                     | 5:24    |
|    |                                          | 30:09   |

In Silico EP - wydanie winylowe
| Nr | Tytuł utworu      | Długość |
| -- | ----------------- | ------- |
| 1. | „Showdown”        | 5:27    |
| 2. | „Visions”         | 5:36    |
| 3. | „Midnight Runner” | 6:55    |
| 4. | „9,000 Miles”     | 6:26    |
|    |                   | 24:24   |

## Notowania na listach przebojów
| Lista                                       | Najwyższa pozycja |
| ------------------------------------------- | ----------------- |
| Australia (Top 50 Albums)                   | 9                 |
| Nowa Zelandia (RIANZ)                       | 21                |
| Wielka Brytania (UK Albums Chart)           | 2                 |
| Wielka Brytania (UK Dance Albums Chart)     | 1                 |
| Stany Zjednoczone (Dance/Electronic Albums) | 16                |
| Stany Zjednoczone (Top Heatseekers Albums)  | 50                |